# Marigliano
Marigliano es un municipio italiano localizado en la ciudad metropolitana de Nápoles, región de Campania. Cuenta con 30.370 habitantes en 22,58 km².
El municipio de Marigliano contiene las frazioni (subdivisiones) de Casaferro, Faibano, Lausdomini, Miuli, Pontecitra, San Nicola. Limita con Acerra, Brusciano, Mariglianella, Nola, San Vitaliano, Scisciano, Somma Vesuviana.

## Evolución demográfica
| Gráfica de evolución demográfica de Marigliano entre 1861 y 2011 |
|                                                                  |
| Fuente ISTAT - elaboración gráfica de Wikipedia                  |